# New Divide
„New Divide“ е песен към игралния филм „Трансформърс: Отмъщението“. Песента е на групата Линкин Парк, които създават песни и за другите два филма от поредицата – „What I've Done“ за първия и „Iridescent“ за третия.